# ミスティーク
ミスティーク（Mystique）、またはレイヴン・ダークホルム（Raven Darkhölme）は、マーベル・コミックのフランチャイズ『X-メン』などに登場する架空のキャラクターである。デヴィッド・コックラムとクリス・クレアモントによって創造され、Ms. Marvel 第16号で初登場した。
彼女は登場して以来ほとんどの間、スーパーヴィランとして活動し、ブラザーフッド・オブ・ミュータンツに参加し、暗殺を行った。ミスティークは自分の姿を変えることができるミュータントで、本来の外観は青い皮膚に黄色い目をしている。齢、100歳以上であると自称している。彼女はヴィランのグレイドン・クリードとX-メンのヒーローのナイトクローラーの実母で、ローグの養母でもある。彼女は幼いナイトクローラーを捨てたが、その後に拾ったローグを数年にわたって育て上げ、両者はお互いに対して複雑な感情を抱いている。
犯罪歴があるミスティークは短い期間ではあるが、X-メンのプロフェッサーXと共に活動したことがあり、後に同チームにも参加する。
映画『X-メン』シリーズの1作目から3作目では、レベッカ・ローミンがミスティークを演じた。また、2011年公開の『X-MEN:ファースト・ジェネレーション』ではジェニファー・ローレンスが演じた。2009年、ミスティークはIGNの歴代最高のコミック・ヴィランランキングで18位となった。

## 出版史
ミスティークは元々、アーティストのデヴィッド・コックラムによって作成された。その後ライターのクリス・クレアモントがコックラムのデザインを見て、「ミスティーク」というキャラクターとし、Ms. Marvel #16 （1978年5月）で初登場した。
クレアモントは元々、男性に変身したミスティークとディスティニーをナイトクローラーの両親とするつもりであったが、その当時のコミックス倫理規定委員会とマーベルの方針によってゲイやバイセクシュアルのキャラクターを明確に描くことが禁止されていたため、断念した。その後だいぶ後になって、両者はカップルであったことが確認された。

## キャラクター経歴

### デスティニー
ミスティークの正確な年齢は不明であるが、彼女の恋人のデスティニーとの初めての出会いは「20世紀の夜明け」ごろであるとされている。

### セイバートゥース
レイヴンはセイバートゥースの名で知られる男、ビクター・クリードと出会う。当時、彼女は死亡したドイツの諜報部員のLeni Zauberになり変わっていた。東ベルリンで科学者の暗殺するのに、レニとビクターの両方が選任された。レイヴンはレニに代わって任務を完了させ、そしてその後、彼女とビクターはしばらく安全な場所に隠れなければならなかった。彼らは恋人になったが、彼女はすぐに彼と離れるために死を偽装した。
このわずかな期間の間に二人は子供をもうけ、グレイドン・クリードが誕生した。グレイドンは両親がミュータントであるにもかかわらず、自身は普通の人間であることが判明した。レイヴンは失望し、すぐに彼を捨てた。グレイドンは成長して両親を憎むようになり、その結果すべてのミュータントに憎しみをぶつけることとなった。後に反ミュータント組織、Friends of Humanityリーダーを経て、政治家となった。彼は政治家として躍進を遂げていたが、正体不明の狙撃者によって暗殺されてしまった。狙撃者は後に、ジーン・グレイ、アイスマン、トード、ジャガーノートらが関連していたタイムパラドックス現象により、タイムトラベルしていたミスティークであることが判明した。

## パワーと能力
ミスティークは自分自身の外観を変えて他人に変身できるミュータントである。また完璧に他人になりすますために声も変更できる。元々、ミスティークのパワーは外観を変えるのみだけに限定されており、自分より大きいや小さい者になるときはその体重までもを変えることができない。変身後の身体の外観は肉体のみを変化させるだけにとどまらず、衣服や装飾品も再現されている。ミスティークは何度も変身を繰り返すうちにその体細胞を若返らせて生きており、100年以上のあいだ若々しい外見を保っている。

## 他のバージョン

### ローグに吸収された人格
メシア・コンプレックス事件以後、ミスティークの人格、記憶のコピーがローグの心の中に宿っていた。後にそれはエグゼビア教授によって消滅させられる。

### ハウス・オブ・M
ハウス・オブ・Mでは、ミスティークはS.H.I.E.L.D.のエージェントで、娘のジェシカ・ドリュー、トード、ローグ、ナイトクローラーと並んで精鋭部隊レッド・ガードのメンバーである。また、彼女はレッド・ガードのリーダーでもあるウルヴァリンと関係を持っている。

### X-Men: The End
X-Men: The End 三部作でのミスティークはダーク・ビーストに化け、ミスター・シニスターに協力するふりをした。

## その他のメディア

### テレビ

#### X-MEN
1992年放送開始のテレビアニメ『X-MEN』でのミスティーク（声: レイチェル・カーペンター⇒ジェニファー・デール）は、ブラザーフッドのリーダーで、アポカリプスと同盟を結び、ローグの養母でナイトクローラーの実母として登場した。

#### X-メン:エボリューション
『X-メン:エボリューション』でのミスティーク（声: コリーン・ウィーラー）は無情で恐れられた性格で、格闘戦の達人で、無遠慮なマニピュレータとして描かれた。ミスティークはシーズン1では白い服を着ていたが、その後のシリーズでは黒い戦闘服を身につけた。このシリーズにおける彼女の変身能力はコミックのそれより強化されており、猫や鳥などの人間以外の動物の姿になることができる。

### 映画
映画『X-メン』、『X-MEN2』、『X-MEN:ファイナル ディシジョン』ではレベッカ・ローミンがミスティークを演じ、ブラザーフッド・オブ・ミュータンツのメンバーのひとりとして登場した。彼女の基本形態は、髪は赤色、眼球は黄色で、皮膚は青色で爬虫類の鱗状である。また彼女は常に裸で、能力を使うことで相手の服装をコピーすることができ、用の無い時は基本的に元の青色のミュータントの形態のままである。コミックであったローグの養母でナイトクローラーの実母であるという設定は映画では確認できない。
『X-メン』（2000年）では、ミスティークはヘンリー・ガイリッチに化け、ミュータント登録法を推し進めるケリー上院議員を誘拐し、またボビー・ドレイクに化けて恵まれし子らの学園に侵入し、マグニートーによる人類ミュータント化計画の一翼を担う。だがマグニートーが開発したミュータント化マシンは有害であった為にケリーが死亡し、X-メンたちは計画を阻止しようとする。自由の女神像でのX-メンとの戦いでは、ミスティークはウルヴァリンと対決するが、敗れてしまう。しかしながら生き残った彼女は倒れていた警察官に化け、突入してきた警察隊に紛れこんでその場を逃げのび、その後にケリー上院議員に化けてミュータント登録法案を取り下げた。
『X-MEN2』（2003年）ではまずケリーの姿となり、マグニートーをプラスチックの刑務所から脱獄させる手段を模索していた。彼女はウィリアム・ストライカーの補佐官のレディ・デスストライクに化け、ストライカーのオフィスに侵入し、刑務所の詳細と「ダーク・セレブロ」計画の情報を得る。彼女は刑務所の警備員を誘惑し、マグニートーが操作できるほどの量の鉄分を注射することによって脱獄させた。脱獄後、マグニートーとミスティークはX-メンと一時的に同盟を結んだ。アルカリ湖の基地へ侵入し、ダーク・セレブロにたどり着くとミスティークはストライカーに化けてミュータント抹殺の命令を取り消し、新たに人類抹殺の命令を下すが、結局X-メンの活躍によりそれも阻止される。
『X-MEN: ファイナル ディシジョン』（2006年）では、ミスティークは政府によって捕らえられ、そこで本名がレイヴン・ダークホルムであることが明らかにされる。その後マグニートーが彼女を脱獄させようとするが、その際にミュータント遺伝子を消滅させる薬品「キュア」を含まれたダーツから彼をかばい、能力を失ってただの人間になってしまう。全裸で横たわるミスティークを見てマグニートーは「もう仲間ではない」と言い、彼女を残してその場を去った。その後彼女はマグニートーを裏切り、政府に彼の居場所を暴露した。
『X-MEN:ファースト・ジェネレーション』（2011年）ではジェニファー・ローレンスとモーガン・リリーが若きミスティークを演じ、また、レベッカ・ローミンが変身形態のひとつの姿としてカメオ出演した。後のミスティークことレイヴン・ダークホルムは1944年、食べ物を探して少年時代のチャールズ・エグゼビアの家に忍び込んで出会い、その後は彼の妹として育てられた。その後チャールズと共にオクスフォードへ移り、そして彼が集めたミュータント達と共に結成当時のX-メンの一員となった。レイヴンはハンク・マッコイと恋に落ち、お互いの共通のコンプレックスである異形の姿を治す研究の為に彼に血液を提供した。しかしその後エリック・レーンシャーからミュータントは誇りであり本当の姿でいるべきだと説かれて考え方を変えるようになり、ハンクが作った薬を使うのを拒否し、以後、普段は元の青い身体のままでいるようになる。ヘルファイア・クラブとのキューバ危機を巡る戦いの後はチャールズの元を離れ、エリック・レーンシャーことマグニートーとの活動を始める。